# Franziskanerkloster Salzburg
Das Franziskanerkloster Salzburg liegt in der Franziskanergasse in Salzburg in Österreich. Zur Niederlassung gehört die Franziskanerkirche.

## Geschichte

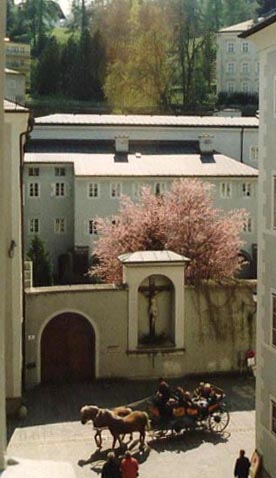
Tor zum Franziskanerkloster Salzburg

Im Kampf gegen den Protestantismus wurden, auf Anraten des Weihbischofs und späteren Erzbischofs Georg von Kuenburg, durch Erzbischof Johann Jakob von Kuen-Belasy (1560–1586) im Jahr 1583 Franziskaner aus der Oberdeutschen Provinz (Straßburger Provinz) nach Salzburg berufen. Sie erhielten das gerade aufgehobene Kloster der Petersfrauen (Benediktinen) als Niederlassung, das sie am 7. November bezogen.
Unter Erzbischof Wolf Dietrich von Raitenau fiel die erste Barockisierung der Kirche (1587–1612). Das Kloster wurde um einen Stock erhöht, der Klostergarten und der Verbindungsgang über die Straße errichtet. 1635 wurde die vormalige Stadtpfarrkirche zur Klosterkirche. Im 18. Jahrhundert wurde die Barockisierung der Kirche fortgesetzt, so dass ab dann das Kloster im Wesentlichen seine heutige Gestalt aufwies. Das Franziskanerkloster Salzburg erhielt neben Stiftungen auch das sogenannte Hofalmosen. Für die Unterhaltsleistungen von St. Peter übernahmen die Franziskanerbrüder ihrerseits diverse Gottesdienste, Totenoffizien, Seelenämter. Die zur Seelsorge berufenen Brüder waren bekannte Prediger in der Franziskanerkirche und im Dom, Beichtväter, theologische Berater und Katecheten. Bald schon wurde die Kirche ein Zentrum der Volksfrömmigkeit. Auch der Pflege der Wissenschaft und dem Studium der Theologie – bis 1781 unterhielt das Kloster eine eigene universitäre Einrichtung – widmete man sich intensiv.
Am Ende des 18. Jahrhunderts setzte die Aufklärung und besonders der Landesfürst Erzbischof Hieronymus Colloredo dem Kloster hart zu. Durch eine Reihe von Verboten wurde das Leben und Wirken der Franziskaner in Salzburg eingeschränkt. Ab Dezember 1800 verwendeten die Franzosen das Kloster drei Monate lang als Kaserne, die Kirche wurde zum Gefangenenlager. 1805 besetzte Marschall Jean-Baptiste Bernadotte fast alle Räume des Klosters und verlangte außerdem einen Tribut an Lebensmitteln für die 300 untergebrachten Soldaten. In dieser schwierigen Zeit fanden die Salzburger Franziskaner einen Freund in Ferdinand von Toskana, dem neuen Landesfürsten (1803–1805) und Bruder von Kaiser Franz II. Er machte die Franziskanerkirche zu seiner Hofpfarre, italienische Predigten wurden eingeführt.

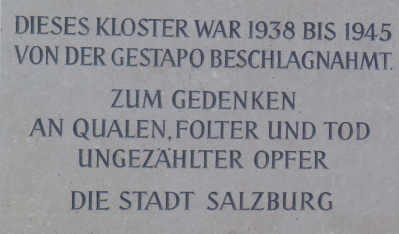
Gedenktafel am Franziskanerkloster

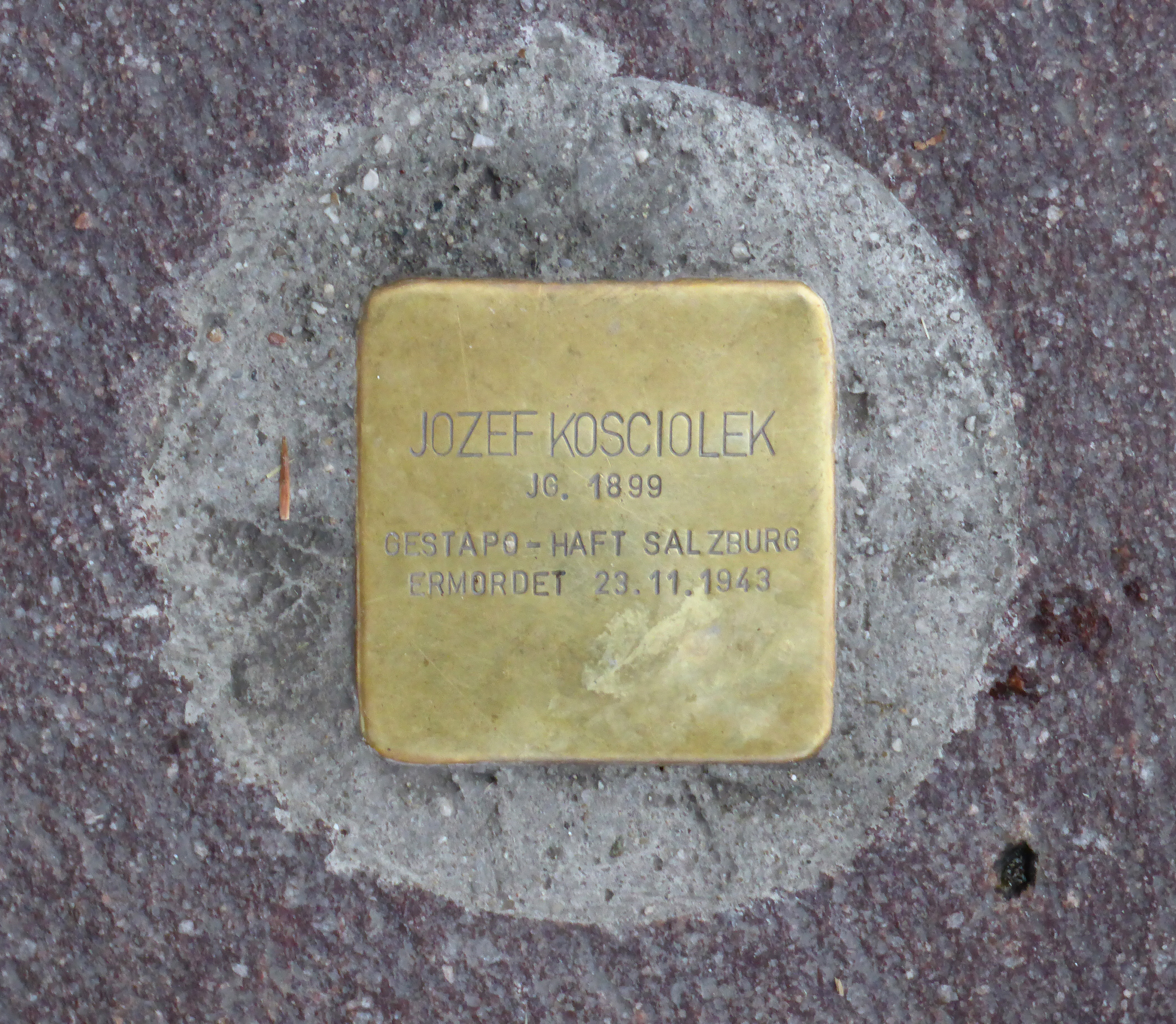
Stolperstein Franziskanergasse 5 zum Gedenken an Jozef Kosciolek (Gestapo-Häftling † 1943).

Auf dem Wiener Kongress wurde 1815 die Stadt Salzburg und der größte Teil des Erzstiftes wieder Österreich zugesprochen. Der Weiterbestand des Salzburger Franziskanerklosters war durch die Vereinigung mit der Tiroler Provinz 1818 gesichert. So konnten mit der Zeit die Personalprobleme überwunden und die Seelsorgearbeiten wieder aufgenommen werden. Im 19. Jahrhundert beherbergte das Kloster Salzburg auch das Noviziat der Franziskaner, wobei lange Jahre der bekannte Musiker Pater Peter Singer als Novizenmeister tätig war.
Der Anschluss Österreichs an Deutschland im Jahr 1938 bedrohte das Kloster in seiner Existenz. Das Kloster der Franziskaner war das erste, das in Salzburg aufgehoben wurde. In das Kloster zog die Gestapo ein und Teile des Gebäudes wurden als Gefängnis genutzt. Einige Brüder fanden zunächst im Stift Sankt Peter eine Heimat, bis auch dieses beschlagnahmt wurde. Die Franziskanerkirche erfuhr jedoch keine Schließung und wurde von einigen mittlerweile in der Stadt wohnenden Brüdern betreut.
1945 wurde das Kloster von der amerikanischen Besatzungsmacht bezogen und der Rundfunksender Rot-weiß-rot installiert. Das Landesstudio Salzburg des ORF blieb noch bis 1973 in diesen Räumen. Nach der Übersiedlung des Landesstudios Salzburg wurde die Klosteranlage in den Jahren 1974 bis 1977 saniert.
Seit Oktober 2007 beherbergt das Kloster auch das Provinzialat der Franziskanerprovinz Austria zum hl. Leopold, die Österreich und Südtirol umfasst. In den Jahren 2020 bis 2022 erfuhren die Konventsgebäude eine Generalsanierung. Am Ostermontag, dem 18. April 2022, wurden die renovierten Räumlichkeiten von Erzbischof Franz Lackner OFM gesegnet.
Heute leben im Franziskanerkloster Salzburg der Provinzialminister, der Provinzsekretär und 10 Brüder, die die Seelsorge an der Franziskanerkirche ausüben und in der Beicht-, Schwestern- und Spitalsseelsorge sowie als Prediger und Exerzitienmeister tätig sind.
Franziskanerkloster und archäologische Fundhoffnungsgebiete stehen unter Denkmalschutz, ebenso die Kirche.

## Kirchenmusik
Die Gottesdienste in der Franziskanerkirche sind bekannt für ihre musikalische Gestaltung unter der Leitung von Bernhard Gfrerer. In der Kirche im gotischen Baustil finden regelmäßig Orgelkonzerte statt. Seit dem 8. November 2003 besitzt die Franziskanerkirche eine neue Hauptorgel, gebaut von dem Schweizer Orgelbauer A. Metzler.